# Saudi Tour 2023
7. ročník etapového cyklistického závodu Saudi Tour se konal mezi 30. lednem a 3. únorem 2023 v Saúdské Arábii. Celkovým vítězem se stal Portugalec Ruben Guerreiro z týmu Movistar Team. Na druhém a třetím místě se umístili Ital Davide Formolo (UAE Team Emirates) a Kolumbijec Santiago Buitrago (Team Bahrain Victorious). Závod byl součástí UCI Asia Tour 2023 na úrovni 2.1.

## Týmy
Závodu se zúčastnilo 7 z 18 UCI WorldTeamů, 6 UCI ProTeamů, 2 UCI Continental týmy a saúdskoarabský národní tým. Všechny týmy nastoupily na start se sedmi závodníky kromě týmu UAE Team Emirates s šesti závodníky. Igor Chzhan (Astana Qazaqstan Team) se nepostavil na start úvodní etapy, závod tak odstartovalo 110 jezdců. Do cíle v Maráji dojelo 102 z nich.
UCI WorldTeamy
- Astana Qazaqstan Team
- Cofidis
- Movistar Team
- Team Bahrain Victorious
- Team DSM
- Team Jayco–AlUla
- UAE Team Emirates

UCI ProTeamy
- Bingoal WB
- Euskaltel–Euskadi
- Human Powered Health
- Q36.5 Pro Cycling Team
- Team Corratec
- Uno-X Pro Cycling Team

UCI Continental týmy
- JCL Team Ukyo
- Terengganu Polygon Cycling Team

Národní týmy
- Saúdská Arábie

## Trasa a etapy
| Etapa         | Datum         | Trasa                                    | Vzdálenost | Typ      | Typ            | Vítěz                   |
| ------------- | ------------- | ---------------------------------------- | ---------- | -------- | -------------- | ----------------------- |
| 1             | 30. ledna     | Letiště Al-'Ula – Khaybar                | 180,5 km   |          | Rovinatá etapa | Dylan Groenewegen (NED) |
| 2             | 31. ledna     | Winter Park – Shalal Sijlyat Rocks       | 184 km     |          | Rovinatá etapa | Jonathan Milan (ITA)    |
| 3             | 1. února      | Vlaková stanice Al Manshiyah – Abu Rakah | 159,5 km   |          | Rovinatá etapa | Søren Wærenskjold (NOR) |
| 4             | 2. února      | Marája – Skyviews of Harrat Uwayrid      | 163,5 km   |          | Zvlněná etapa  | Ruben Guerreiro (POR)   |
| 5             | 3. února      | Al-'Ula, staré město – Marája            | 143 km     |          | Rovinatá etapa | Simone Consonni (ITA)   |
| Celková délka | Celková délka | Celková délka                            | 830,5 km   | 830,5 km | 830,5 km       | 830,5 km                |

## Průběžné pořadí
| Etapa          | Vítěz             | Celkové pořadí    | Bodovací soutěž   | Soutěž bojovnosti    | Soutěž mladých jezdců | Soutěž týmů       |
| -------------- | ----------------- | ----------------- | ----------------- | -------------------- | --------------------- | ----------------- |
| 1              | Dylan Groenewegen | Dylan Groenewegen | Dylan Groenewegen | Marcus Sander Hansen | Marcus Sander Hansen  | Movistar Team     |
| 2              | Jonathan Milan    | Dylan Groenewegen | Dylan Groenewegen | Marcus Sander Hansen | Jonathan Milan        | Movistar Team     |
| 3              | Søren Wærenskjold | Jonathan Milan    | Jonathan Milan    | Marcus Sander Hansen | Jonathan Milan        | Movistar Team     |
| 4              | Ruben Guerreiro   | Ruben Guerreiro   | Jonathan Milan    | Marcus Sander Hansen | Santiago Buitrago     | UAE Team Emirates |
| 5              | Simone Consonni   | Ruben Guerreiro   | Dylan Groenewegen | Marcus Sander Hansen | Santiago Buitrago     | UAE Team Emirates |
| Konečné pořadí | Konečné pořadí    | Ruben Guerreiro   | Dylan Groenewegen | Marcus Sander Hansen | Santiago Buitrago     | UAE Team Emirates |

- Ve 2. etapě nosil Dušan Rajović, jenž byl druhý v bodovací soutěži, červený dres, protože lídr této klasifikace Dylan Groenewegen nosil zelený dres vedoucího závodníka celkového pořadí.
- Ve 2. etapě nosil Søren Wærenskjold, jenž byl druhý v soutěži mladých jezdců, bílý dres, protože lídr této klasifikace Marcus Sander Hansen nosil modrý dres vedoucího závodníka soutěže bojovnosti.
- Ve 3. etapě nosil Max Walscheid, jenž byl třetí v bodovací soutěži, červený dres, protože lídr této klasifikace Dylan Groenewegen nosil zelený dres vedoucího závodníka celkového pořadí a druhý závodník této klasifikace Jonathan Milan nosil bílý dres vedoucího závodníka soutěže mladých jezdců.
- Ve 4. etapě nosil Dylan Groenewegen, jenž byl druhý v bodovací soutěži, červený dres, protože lídr této klasifikace Jonathan Milan nosil zelený dres vedoucího závodníka celkového pořadí. Ze stejného důvodu nosil Andoni López de Abetxuko bílý dres lídra soutěže mladých jezdců.

## Konečné pořadí
| Legenda | Legenda                         | Legenda | Legenda                               |
| ------- | ------------------------------- | ------- | ------------------------------------- |
|         | Označuje lídra celkového pořadí |         | Označuje lídra soutěže bojovnosti     |
|         | Označuje lídra bodovací soutěže |         | Označuje lídra soutěže mladých jezdců |

### Celkové pořadí
| Pořadí | Jezdec                    | Tým                     | Čas         |
| ------ | ------------------------- | ----------------------- | ----------- |
| 1      | Ruben Guerreiro (POR)     | Movistar Team           | 20h 20' 04" |
| 2      | Davide Formolo (ITA)      | UAE Team Emirates       | + 8"        |
| 3      | Santiago Buitrago (COL)   | Team Bahrain Victorious | + 9"        |
| 4      | Felix Großschartner (AUT) | UAE Team Emirates       | + 18"       |
| 5      | Jonathan Milan (ITA)      | Team Bahrain Victorious | + 25"       |
| 6      | Cees Bol (NED)            | Astana Qazaqstan Team   | + 32"       |
| 7      | Simone Consonni (ITA)     | Cofidis                 | + 33"       |
| 8      | Will Barta (USA)          | Movistar Team           | + 37"       |
| 9      | Xabier Azparren (ESP)     | Euskaltel–Euskadi       | + 38"       |
| 10     | Marco Tizza (ITA)         | Bingoal WB              | + 43"       |

### Bodovací soutěž
| Pořadí | Jezdec                    | Tým                     | Body |
| ------ | ------------------------- | ----------------------- | ---- |
| 1      | Dylan Groenewegen (NED)   | Team Jayco–AlUla        | 34   |
| 2      | Jonathan Milan (ITA)      | Team Bahrain Victorious | 28   |
| 3      | Cees Bol (NED)            | Astana Qazaqstan Team   | 27   |
| 4      | Simone Consonni (ITA)     | Cofidis                 | 25   |
| 5      | Søren Wærenskjold (NOR)   | Uno-X Pro Cycling Team  | 22   |
| 6      | Ruben Guerreiro (POR)     | Movistar Team           | 21   |
| 7      | Max Kanter (GER)          | Movistar Team           | 20   |
| 8      | Davide Formolo (ITA)      | UAE Team Emirates       | 16   |
| 9      | Max Walscheid (GER)       | Cofidis                 | 14   |
| 10     | Felix Großschartner (AUT) | UAE Team Emirates       | 12   |

### Soutěž bojovnosti
| Pořadí | Jezdec                      | Tým                             | Body |
| ------ | --------------------------- | ------------------------------- | ---- |
| 1      | Marcus Sander Hansen (DEN)  | Uno-X Pro Cycling Team          | 18   |
| 2      | Txomin Juaristi (ESP)       | Euskaltel–Euskadi               | 16   |
| 3      | Antonio Barać (CRO)         | Team Corratec                   | 7    |
| 4      | Peio Goikoetxea (ESP)       | Euskaltel–Euskadi               | 7    |
| 5      | Max Walscheid (GER)         | Cofidis                         | 6    |
| 6      | Ruben Guerreiro (POR)       | Movistar Team                   | 5    |
| 7      | Nur Aiman Mohd Zariff (MYS) | Terengganu Polygon Cycling Team | 5    |
| 8      | Enekoitz Azparren (ESP)     | Euskaltel–Euskadi               | 3    |
| 9      | Kamil Małecki (POL)         | Q36.5 Pro Cycling Team          | 3    |
| 10     | Santiago Buitrago (COL)     | Team Bahrain Victorious         | 2    |

### Soutěž mladých jezdců
| Pořadí | Jezdec                        | Tým                     | Čas         |
| ------ | ----------------------------- | ----------------------- | ----------- |
| 1      | Santiago Buitrago (COL)       | Team Bahrain Victorious | 20h 20' 13" |
| 2      | Jonathan Milan (ITA)          | Team Bahrain Victorious | + 15"       |
| 3      | Xabier Azparren (ESP)         | Euskaltel–Euskadi       | + 29"       |
| 4      | Jacob Hindsgaul Madsen (DEN)  | Uno-X Pro Cycling Team  | + 34"       |
| 5      | Mark Donovan (GBR)            | Q36.5 Pro Cycling Team  | + 34"       |
| 6      | Embret Svestad-Bårdseng (NOR) | Human Powered Health    | + 39"       |
| 7      | Casper van Uden (NED)         | Team DSM                | + 2' 50"    |
| 8      | Axel Mariault (FRA)           | Cofidis                 | + 3' 38"    |
| 9      | Filip Maciejuk (POL)          | Team Bahrain Victorious | + 3' 52"    |
| 10     | Nickolas Zukowsky (CAN)       | Q36.5 Pro Cycling Team  | + 5' 04"    |

### Soutěž týmů
| Pořadí | Tým                     | Čas         |
| ------ | ----------------------- | ----------- |
| 1      | UAE Team Emirates       | 47h 51' 32" |
| 2      | Movistar Team           | + 13"       |
| 3      | Cofidis                 | + 52"       |
| 4      | Team Bahrain Victorious | + 1' 40"    |
| 5      | Bingoal WB              | + 1' 55"    |
| 6      | Team Jayco–AlUla        | + 2' 26"    |
| 7      | Astana Qazaqstan Team   | + 3' 47"    |
| 8      | Euskaltel–Euskadi       | + 3' 54"    |
| 9      | Human Powered Health    | + 5' 25"    |
| 10     | Q36.5 Pro Cycling Team  | + 5' 36"    |